# František Kopřiva
František Kopřiva (ur. 30 lipca 1892 w Pradze) – czeski zapaśnik reprezentujący Czechy oraz Czechosłowację. Startował w wadze półciężkiej na igrzyskach w Sztokholmie w 1912 roku i w wadze lekkiej na igrzyskach w Antwerpii w 1920 roku. Brązowy medalista mistrzostw świata z 1913 roku w wadze do 82,5 kg (styl klasyczny).